# Fragaria
Fragaria dit comunament maduixera, fraguera o fraulera, és un gènere de plantes reptants estoloníferes de la família Rosaceae. Són conreades pel seu fruit comestible (eterio) anomenat de la mateixa manera, maduixa, fraga o fraula. Les varietats conreades comercialment són en general híbrids, especialment maduixot, que ha reemplaçat gairebé universalment les espècies silvestres locals.
El fruit de la fragaria (la maduixa) s'acostuma a collir a l'estiu, però en hivernacles, també es cull a totes les èpoques de l'any.

## Particularitats
Aquest gènere inclou les plantes de les maduixes, fruits que tenen una certa importància econòmica en alguns llocs.

## Espècies presents als Països Catalans[1]
Fragaria vesca i Fragaria viridis.

## Taxonomia
En total hi ha unes 35 espècies del gènere Fragaria, sense contar moltes varietats ni híbrids:
- Fragaria ×ananassa Duchesne ex Rozier (Fragaria chiloensis × Fragaria virginiana), maduixot
- Fragaria ×bifera Duchesne (Fragaria vesca × Fragaria viridis)
- Fragaria ×bringhurstii Staudt (Fragaria chiloensis × Fragaria vesca)
- Fragaria bucharica Losinsk.
- Fragaria chiloensis (L.) Mill. - maduixera de Xile
- Fragaria chinensis Losinsk.
- Fragaria daltoniana J.Gay
- Fragaria gracilis Losinsk.
- Fragaria iinumae Makino
- Fragaria iturupensis Staudt
- Fragaria mandschurica Staudt
- Fragaria moschata Weston - maduixera muscada
- Fragaria moupinensis (Franch.) Cardot
- Fragaria nilgerrensis Schltdl. ex J.Gay
- Fragaria nipponica Makino
- Fragaria nubicola (Hook.f.) Lindl. ex Lacaita
- Fragaria orientalis Losinsk.
- Fragaria pentaphylla Losinsk.
- Fragaria tibetica Staudt & Dickoré
- Fragaria vesca L. - maduixera silvestre
- Fragaria ×vescana Rud.Bauer & A.Bauer (Fragaria vesca × Fragaria ×ananassa)
- Fragaria virginiana Mill. - maduixera de Virgínia
- Fragaria viridis Weston - maduixera borda